# Герої Росії у російсько-українській війні
У статті наведено перелік осіб, відзначених званням Героя Росії за участь у боях російсько-української війни.

## Поіменний перелік
1. Михайло Абраменко (†)
2. Апти Алаудінов
3. Олександр Аксьонов (†)
4. Олександр Ананічев (†)
5. Олександр Антонов (†)
6. Максим Аплеталін (†)
7. Олександр Апухтін (†)
8. Дмитро Астаф'єв (†)
9. Іван Ахтирський (†)
10. Володимир Барахтенко (†)
11. Сергій Бачеріков
12. Олексій Бернгард
13. Олександр Бєлоглазов
14. Сергій Бєлозьоров
15. Дмитро Бєляєв (†)
16. Олександр Бічаєв (†)
17. Іван Болдирєв
18. Сергій Бойко
19. Мустафа Боков (†)
20. Олексій Боровиков (†)
21. Канамат Боташев (†)
22. Євген Бровко (†)
23. Сергій Бураков
24. Микола Васильєв (†)
25. Михайло Васильєв (†)
26. Денис Васильченко (†)
27. Олександр Власенков (†)
28. Олександр Волков
29. Роман Воробйов (†)
30. Раїль Габдрахманов
31. Нурмагомед Гаджімагомедов (†)
32. Андранік Гаспарян
33. Вадим Герасимов (†)
34. Дамір Гілемханов (†)
35. Жаргал Гомбоєв (†)
36. Сергій Горін (†)
37. Андрій Григор'єв
38. Микита Гусєв (†)
39. Денис Гутаров (†)
40. Микола Данильченко (†)
41. Адам Делімханов
42. Денис Дементьєв (†)
43. Мерген Донгак
44. Владислав Дорохін (†)
45. Олександр Досягаєв (†)
46. Віктор Дудін
47. Борис Дудко
48. Едуард Дьяконов (†)
49. Дмитро Єгоров (†)
50. Антон Єлізаров
51. Таймураз Єсєнов
52. Олександр Єфімов (†)
53. Олександр Жихарєв (†)
54. Володимир Жога (†)
55. Борис Журавльов (†)
56. Олександр Завадський
57. Валерій Заволянський (†)
58. Вадим Захарченко (†)
59. Володимир Зозулін (†)
60. Денис Зорін (†)
61. Андрій Іванов (†)
62. Володимир Ігнатов (†)
63. Тамерлан Ільгамов (†)
64. Павло Індик
65. Дамір Ісламов (†)
66. Сергій Іштуганов
67. Іван Кабанов (†)
68. В'ячеслав Кабіцький (†)
69. Олексій Калмиков (†)
70. Ілля Каркавін (†)
71. Олексій Катеринічев (†)
72. Ольга Качура (†)
73. Петро Каштанов
74. В'ячеслав Кевіш (†)
75. Василь Клещенко (†)
76. Роман Кобець
77. Андрій Ковтун (†)
78. Євген Козловський (†)
79. Микола Кондратенко (†)
80. Олександр Конорєв (†)
81. Максим Концов (†)
82. Віталій Красний
83. Павло Кривов (†)
84. Олександр Кринін (†)
85. Сергій Кузьмінчук
86. Олексій Курганов (†)
87. Тимур Курилкін
88. Артур Лапшин (†)
89. Олександр Леваков
90. Вадим Лемеш (†)
91. Мінгіян Ліджиєв (†)
92. Дмитро Литвинов
93. Ісрафіл Магомедов (†)
94. Шаміль Магомедов (†)
95. Олександр Макаров (†)
96. Давид Малийкін
97. Олександр Мальцев (†)
98. Іван Марін (†)
99. Тимофій Матвєєв
100. Денис Межуєв (†)
101. Андрій Мигунов (†)
102. Максим Михайлов (†)
103. Олексій Міщенко
104. Борис Міхеєв (†)
105. Аймир Міягашев (†)
106. Тулпар Мусалаєв (†)
107. Олексій Нагін (†)
108. Ігор Насібуллін (†)
109. Володимир Нікішин (†)
110. Едуард Норполов (†)
111. Володимир Носов (†)
112. Азатбек Омурбеков
113. Олексій Осокін (†)
114. Валерій Паламарчук (†)
115. Олексій Панкратов
116. Сергій Панов (†)
117. Сергій Панфілов
118. Олексій Пащенко (†)
119. Микола Петров (†)
120. Максим Пєсковой (†)
121. Олег Пивоваров
122. Іван Поздєєв (†)
123. Валерій Половинка (†)
124. Сергій Поляков (†)
125. Олександр Потапов (†)
126. Жумабай Раїзов (†)
127. Іван Реховський (†)
128. Леонід Рижов
129. Богдан Рожков (†)
130. Андрій Рябцев (†)
131. Алмаз Сафін (†)
132. Єгор Секержитський (†)
133. Володимир Селіверстов
134. Павло Семенко
135. Дмитро Семенов (†)
136. Максим Серафімов (†)
137. Денис Скакуновський
138. Ігор Смирнов (†)
139. Олександр Соколов (†)
140. Андрій Соколовський (†)
141. Денис Сорокін (†)
142. Олег Сорокін (†)
143. Андрій Спірін (†)
144. Антон Старостін
145. Олександр Старчков (†)
146. Максим Стефанов
147. Олександр Стефанов (†)
148. Віталій Сукуєв (†)
149. Ігор Суханов (†)
150. Сергій Сухарєв (†)
151. Тимур Тамазов (†)
152. Олексій Тарасов (†)
153. Роман Торохов (†)
154. Євген Трундаєв (†)
155. Сергій Трунтов (†)
156. Владислав Турубара (†)
157. Дмитро Фаршиньов (†)
158. Андрій Фроленков
159. Адам Хамхоєв (†)
160. Сергій Хонахбеєв (†)
161. Іван Цевун (†)
162. Олег Цоков (†)
163. Балдан Цидипов
164. Володимир Чепа (†)
165. Анатолій Чепіга
166. Дамір Шаймарданов (†)
167. Іван Шамшеєв (†)
168. Максим Шикін
169. Олег Шипіцин (†)
170. Іван Шиц
171. Олександр Шишков (†)
172. Денис Шишов
173. Георгій Шуваєв (†)
174. Денис Ягідаров (†)
175. Павло Якімкін (†)